# 洪瑛琦
洪瑛琦（韓語：홍영기，1992年7月29—），韓國知名的模特兒、網紅，畢業於首爾綜藝藝術學院廣播文藝科，與同為綜藝節目《臉讚時代》的李世龍結婚，育有兩子。
代表作品有《明星金鐘》、《臉讚時代》。
初次亮相於2009年的綜藝節目《臉讚時代》，從此之後成為固定班底。
2010年1月2日出演《明星金鐘》； 2010年4月3日出演《Starking》

## 外部連結
- 洪瑛琦的Instagram （页面存档备份，存于）